# Šuto Orizari
Šuto Orizari (romaní balcànic: Shuto Orizari; albanès: Shutkë), sovint abreujat com a Šutka (Шутка), és un dels deu municipis que formen la ciutat de Skopje, la capital de la República de Macedònia del Nord. Té una superfície de 7,48 km², i és el segon municipi més petit de Skopje, darrere de Čair, i el menys poblat. Creat ex nihilo després del terratrèmol de 1963 per a traslladar-hi la població gitana de Macedònia del Nord que havien perdut la seva casa, Šuto Orizari és l'únic municipi del país amb majoria musulmana romaní. El 2002 representaven el 60,6% de la població i el 2021 el 43,8%. Šuto Orizari és l'única unitat administrativa local del món que ha adoptat el romaní balcànic com a llengua oficial.

## Història
Durant gran part de la seva història, Šuto Orizari va ser un petit poble del país, igual que els veïns Butel i Vizbegovo. El seu nom deriva d'orizar (оризар), la paraula macedònica per a arrossar. Només després del terratrèmol de Skopje de 1963 la zona es va urbanitzar. Durant el segle xx Skopje es va expandir notablement: dels 41.000 habitants el 1921 va passar als 166.870 el 1961. Com a resultat, la zona al voltant de Šuto Orizari es va anar convertint lentament en part de la ciutat.
Abans del terratrèmol la majoria de la comunitat romaní de Skopje a Macedònia del Nord vivia en zones properes al Basar Vell, com ara Topaana, llar del poble romaní des d'almenys el segle xiv. Construïts amb materials barats, Topaana i els altres assentaments romanís van patir greus danys pel terratrèmol que va destruir al voltant del 80% de tota la ciutat.
Gràcies a l'ajuda internacional la reconstrucció va començar ràpidament després del terratrèmol. Les autoritats locals van aprofitar l'oportunitat per a reconstruir Skopje com una ciutat funcional i moderna, privilegiant grans blocs de pisos i dividint Skopje en zones dedicades a usos específics. Com que també havien de construir nous allotjaments per a la nombrosa minoria romaní, es va considerar la reconstrucció com una manera d'assimilació i resolució dels problemes d'atur i sanitaris que preocupaven aquesta població.
La major part de la població musulmana romaní es va negar a viure als nous edificis i les autoritats finalment van decidir donar-los un barri específic on poguessin construir les cases que desitjaven. Els primers edificis que van aparèixer van ser barraques de ferro donades pels Estats Units d'Amèrica. Tot i que estaven previstes per a un ús temporal, algunes encara hi romanen. La major part de la comunitat musulmana romaní de Šutka encara s'enfronta a l'atur i a unes condicions de vida difícils, tot i que alguns d'ells aconsegueixen construir cases millors amb els diners que obtenen com a treballadors temporers a l'Europa occidental. Les cases romanís de Šutka estan construïdes amb materials sòlids i tenen jardins tancats i no fan la mateixa impressió de marginalitat que els barris romanís més antics com ara Topaana. Šuto Orizari es va convertir en un municipi independent el 1996.

## Geografia

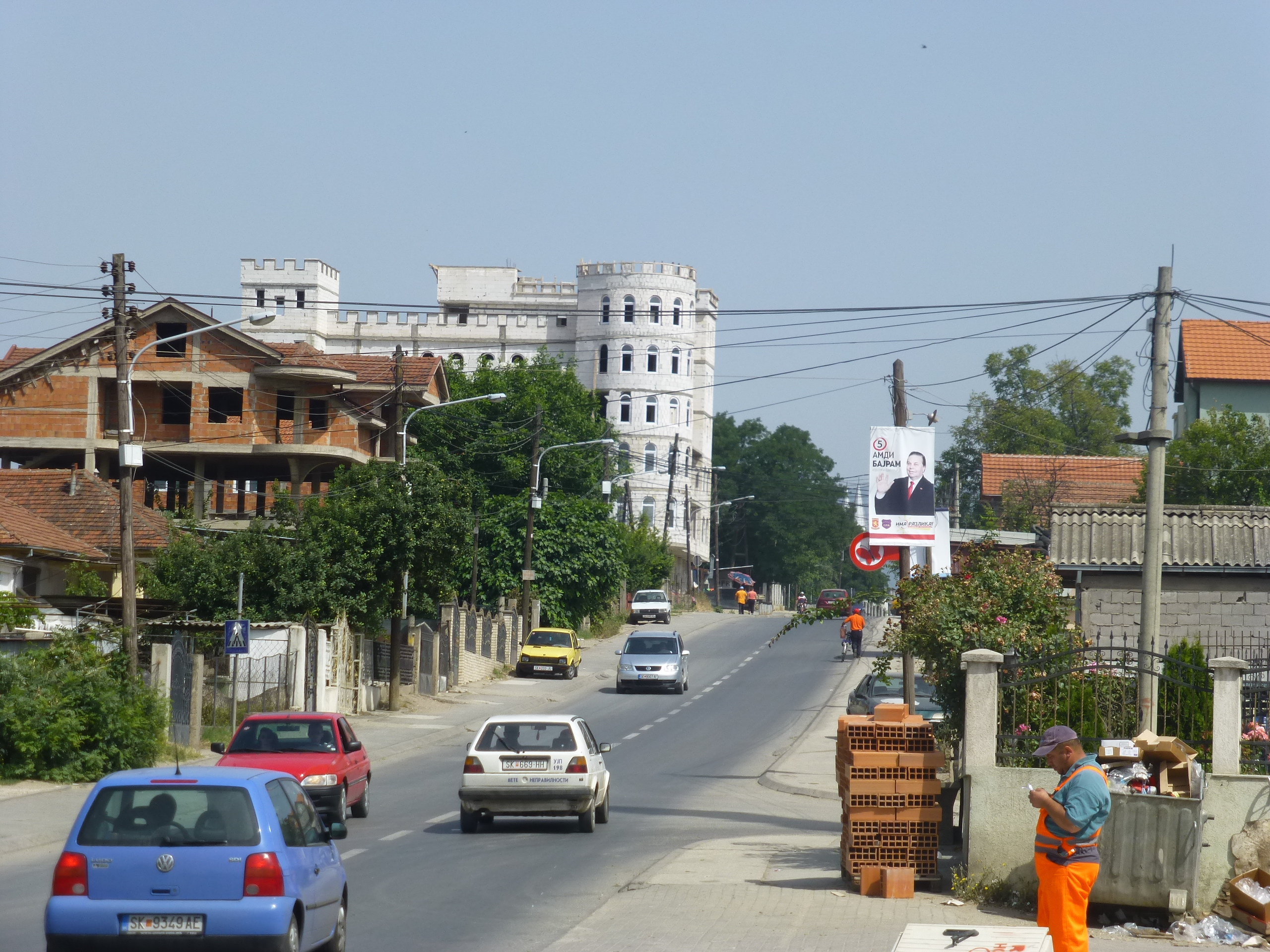
Šuto Orizari

Šuto Orizari es troba al nord del centre de Skopje, aproximadament a 5 km de l'emblemàtica plaça Macedònia. El municipi es troba a l'extrem nord de la unitat urbana i comprèn alguns terrenys agrícoles. Al sud Šuto Orizari limita amb Butel, un altre municipi de Skopje, i al nord limita amb Čučer-Sandevo, un municipi rural.
El municipi comprèn tres assentaments diferents: Šuto Orizari pròpiament dit, Dolno Orizari i Gorno Orizari. El primer és un barri urbà que forma part de la trama urbana i està situat dins de la circumval·lació de Skopje. El segon és un petit poble que comptava amb 454 habitants el 2002, està situat al nord de la variant. Gorno Orizari i es troba entre Šuto Orizari i la resta de la ciutat. El municipi està separat de la resta de Skopje pel Serava, un petit riu afluent del Vàrdar, pel bulevard Slovenia i pel ferrocarril Skopje-Pristina. L'estació de tren més propera és Skopje-Sever («Skopje-Nord»), situada a Butel. A l'oest, Šuto Orizari limita amb el poble de Vizbegovo, i a l'est amb el cementiri de Butel, el més gran de Skopje.
Durant la Guerra de Kosovo molts refugiats gitanos van trobar-hi refugi. La majoria dels habitants són musulmans.

## Política

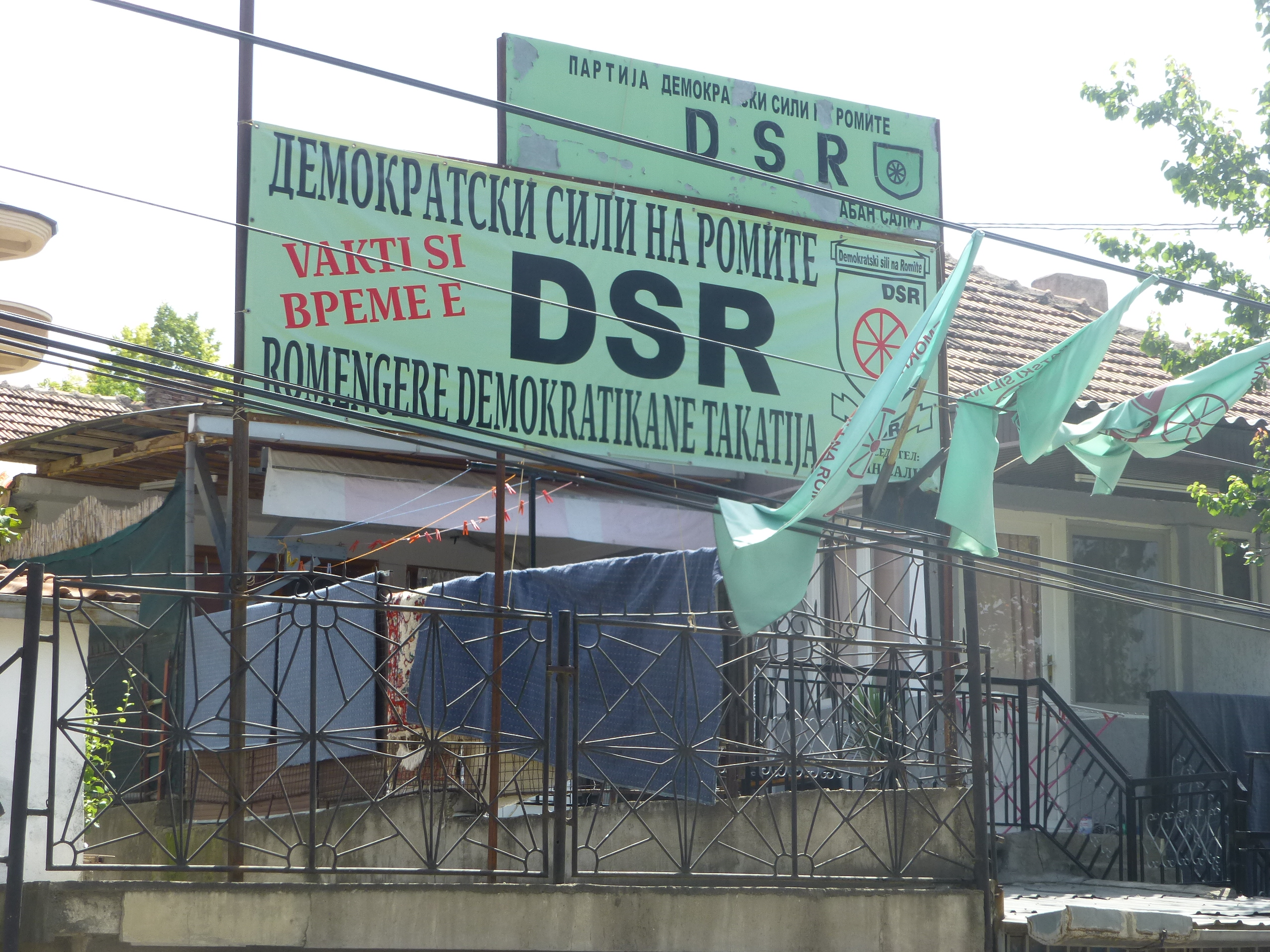
Oficina d'un partit polític a Šuto Orizari

El municipi de Šuto Orizari va ser fundat el 1996 seguint una llei d'administració local. La creació d'un municipi romaní va ser un moviment per emancipar i empoderar el poble romaní a la República de Macedònia del Nord. Al principi, molts dels seus habitants es van mostrar escèptics amb el projecte, ja que temien que el pressupost local seria massa baix per a gestionar correctament el municipi. El primer alcalde, Nezdet Mustafa, va ser elegit juntament amb el seu consell a la tardor de 1996 i el municipi va entrar en vigor el gener de 1997.
Com a tot arreu de la República de Macedònia del Nord, el macedònic és la llengua oficial. El romaní balcànic i el macedoni són llengües oficials a Šuto Orizari. També s'hi parla l'albanès. El 2009, el Govern de la República de Macedònia del Nord va adoptar més mesures per ampliar la inclusió del romaní en el procés educatiu. La primera pedra d'una escola secundària finançada pel govern per a Šuto Orizari es va col·locar el 10 de febrer de 2009, amb una inversió per valor d'1,6 milions d'euros.

## Cultura
Com que és l'assentament romaní més gran de Macedònia del Nord, Šuto Orizari acull diverses institucions culturals dedicades al poble romaní musulmà. Hi ha, per exemple, un cinema i una companyia de teatre amateur, el Theater Roma. També va ser la seu de la companyia de teatre Phralipe, fundada el 1970 i pionera en el teatre gitano, abans de traslladar-se a Alemanya el 1990.
Šuto Orizari és la localització d'un conjunt de tres pel·lícules: Dom za vešanje d'Emir Kusturica (1988), Gypsy Magic (1997) i i Knjiga rekorda Sutke d'Aleksandar Manic (2005).